# 9001 Slettebak
9001 Slettebak eller 1981 QE2 är en asteroid i huvudbältet som upptäcktes den 30 augusti 1981 av den amerikanske astronomen Edward L.G. Bowell vid Anderson Mesa Station. Den är uppkallad efter Arne Slettebak.